# Conradin Flugi

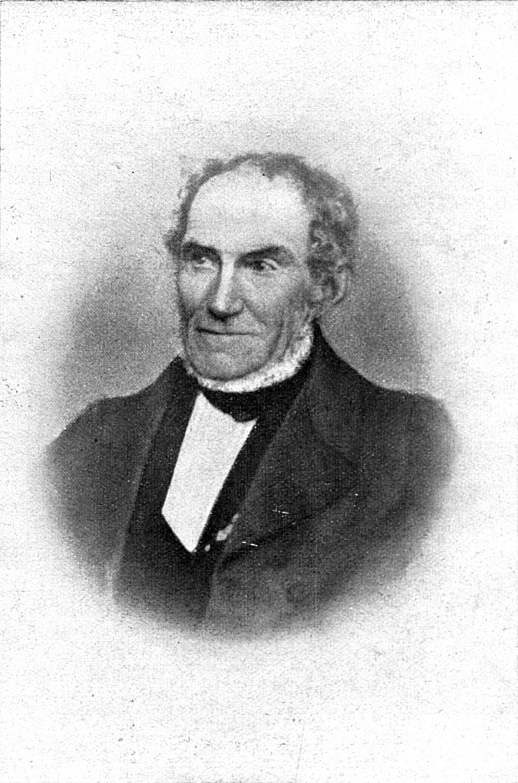
Conradin Flugi von Aspermont

Conradin Flugi von Aspermont (* 22. September 1787 in St. Moritz; † 17. Mai 1874 in Chur) war ein Schweizer Dichter der Romantik, der im rätoromanischen Idiom Puter schrieb.

## Leben
Flugi stammte aus St. Moritz im Oberengadin. Wie viele Engadiner verbrachte er viele Jahre in verschiedenen oberitalienischen Städten, bevor er nach einem Intermezzo als Bauer in Valchava im Münstertal 1729 nach St. Moritz zurückkehrte. Dort zählte er zu den Mitbegründern der Heilquellen-Gesellschaft, welche die Grundlage für den Wiederaufstieg des Kurortes legte. Ab 1834 lebte er in Chur.

## Werk
Flugi verfasste zahlreiche lyrische Texte, die zur Engadiner Emigrantenliteratur gezählt werden. Er ist somit ein Vorläufer der Rätoromanischen Renaissance.